# Джо Дассен
Джозеф Айра Дассе́н, відомий як Джо Дассе́н (фр. Joe Dassin; 5 листопада 1938 — 20 серпня 1980) — французький співак і музикант з єврейським корінням українсько-американського походження.

## Життєпис
Народився 5 листопада 1938 р. в Нью-Йорку в сім'ї режисера з єврейським корінням, походженням з України, Жуля Дассена (Julius Moses Dassin) і скрипальки Беатріс Лонер (Beatrice Launer). Його дід по батькові Шимон Доцин був з Кам'янця-Подільського. Прадід — Мойше-Вольф, з Сатанова, прабабуся — Злата Гольдштейн. Бабуся (дружина Шимона Доцина) — Берта Фогель (Berthe Vogel). Дід по матері — доктор Луїс Лонер, походив з Бучача.
Під час маккартистського «полювання на відьом» сім'я перебралася із США до Європи. Джозеф навчався у Міжнародній школі в Женеві та в Інституті Ле-Розі в Швейцарії і завершив навчання в Греноблі, потім повернувся у США, де закінчив Мічиганський Університет в Енн-Арборі (штат Мічиган) і здобув ступені бакалавра мистецтв (1961) та магістра мистецтв (1963).
У 1958 році його батько режисер Жуль Дассен попросив сина записати кілька пісень до фільму «Закон» з участю Джини Лоллобріджиди. У 1959 році диск-сорокап'ятка з цими піснями вийшов на фірмі грамзапису Versailles.
В 1964 році подруга Джо (пізніше його дружина) Маріз Массьера потайки від нього передає запис, де він співає пісні, акомпануючи собі на гітарі, звукозаписній компанії. Незабаром Джо випускає першу платівку, а двома роками пізніше — перший альбом, «Джо Дассен в Нью-Йорку». У 1960-х роках до нього приходить перший успіх: «Les Dalton», «Guantanamera», «Siffler sur la colline» і «Les Champs-Élysées». Протягом наступних десяти років він випускає ще цілий ряд успішних пісень, серед яких «L'Amérique», «Le Moustique», «Si tu t'appelles mélancolie», «L'Été indien» і «Le Café des trois colombes». Джо Дассен записує свої пісні різними мовами: французькою, англійською, німецькою, іспанською, італійською і грецькою.
1975 року музичний директор Жак Пле помічає тандем Кутуньйо — Паллавічіні (композитор й автор слів). Автори текстів пісень Дассена Клод Льомель і Пьер Деланое пишуть на мелодії Тото Кутуньйо французькі тексти. Так з'являються відомі Et si tu n`éxistais pas, Salut та французький хіт літа 1975 року L`été Indien (фр. «Бабине літо»). За три наступні роки співпраці Кутуньйо з Джо з'являються ще 6 пісень, в тому числі рекордно довга (12 хв) композиція Le jardin du Luxembourg. Більшість пісень на музику Кутуньйо, однак, є адаптаціями уже давніших італійських композицій, записаних самим Кутуньйо з його групою.
Його перший син, Джошуа, народився сильно недоношеним і помер через п'ять днів після народження.
У 1977 році він розлучається з Маріз і одружується з Крісті́н Дельво, яка в шлюбі народила синів Джонатана і Жульєна.
Співак помер від серцевого нападу під час відпустки на Таїті 20 серпня 1980 р. Похований на єврейській ділянці кладовища Hollywood Forever у Лос-Анджелесі.

## Дискографія
Вказані лише офіційні студійні альбоми Джо Дассена.
| Рік  | Назва                           |
| ---- | ------------------------------- |
| 1966 | «A New York»                    |
| 1967 | «Les deux mondes de Joe Dassin» |
| 1969 | «Les Champs-Elysées»            |
| 1970 | «La fleur aux dents»            |
| 1971 | «Elle etait oh!...»             |
| 1972 | «Joe»                           |
| 1973 | «13 nouvelles chansons»         |
| 1974 | «Si tu t'appelles Mélancolie»   |
| 1975 | «Joe Dassin»                    |
| 1976 | «Le Jardin du Luxembourg»       |
| 1978 | «Les femmes de ma vie»          |
| 1979 | «15 ans déjà»                   |
| 1980 | «Blue Country»                  |
| 1982 | «Little Italy»                  |

## Відомі пісні
- Les Champs-Élysées
- Bip Bip
- Les Dalton
- L'été indien
- Siffler sur la colline
- À toi
- Et si tu n'existais pas
- Si tu t'appelles mélancolie
- L’équipe à Jojo
- La ligne de ma vie
- À chacun sa chanson
- Ça va pas changer le monde
- Fais la bise à ta maman
- La dernière page
- Sylvie
- Guantanamera
- Le moustique